# Köping (comuna)
Köping ( pronúncia) ou Copinga é uma comuna sueca do condado da Västmanland. Sua capital é a cidade de Köping. Possui 604 quilômetros quadrados e segundo censo de 2018, havia 26 268 pessoas.